# Palau Salvadori Tiepolo
El Palau Salvadori Tiepolo és un palau de Venècia situat al districte de San Marco, amb vistes al pati de San Gaetano i adjacent a la plaça de San Fantin.

## Història
Construït a finals del segle XIV per Daniele, fill de Giovanni Salvador, es va completar cap al 1400.
Giuseppe Tassini (Palazzo Tiepolo, Campo San Fantino, 1997) escriu: "Dona al Rio dei Barcaroli amb el seu petit arc apuntat, i va ser construït al segle XV gràcies a la família Salvador [...]" Al pati encara es pot veure un bell pou de marbre vermell amb l'escut d'armes dels Salvador. Aquest palau, desfigurat i alterat en diverses parts, va passar, després d'altres propietaris, a una branca de la família Tiepolo, anomenada per tant San Fantino, que a principis del segle actual, havent caigut en baixa fortuna, es va extingir en un Girolamo q. Almorò". I sempre el mateix, sobre la família Salvador: "La família Salvador, que provenia de la Toscana, que va adquirir mitjançant el comerç no poca riquesa, que posseïa edificis a les parròquies de S. Fantino i dell'Angelo Raffaele, que va produir un Daniele Guardiano Grande, el 1427, de la confraria de S. Maria della Carità, i que, a través de matrimonis, va contreure afinitats amb les famílies patrícies més conspicues de Venècia, és a dir, amb els Baffo, Barbarigo, Bembo, Contarini, Dandolo, Michiel i Morosini".
Avui dia s'anomena Palau Salvadori Tiepolo i està dividit en els números cívics 1979-82 i 1997 a Corte San Gaetano i Campo San Fantin. El magnífic pou de pedra vermella de Verona es va vendre a principis de la dècada de 1880 i se'n conserva una descripció de Tassini i un dibuix del segle XVIII de Giovanni Grevembroch. A la segona meitat del segle XV, el palau va passar a la família Baffo a través de Chiara, fill del difunt Giovanni Salvador, i després, a través de diversos passatges, a la família Tiepolo, que el va conservar fins a principis del segle XIX.
Pel que fa a la data de construcció, va ser duta a terme per Daniele q. Giovanni Salvador entre 1394 i 1400. De fet, encara no hi vivia el 22 de juny de 1394 (residia a S. Salvador), mentre que hi va viure el 1400, en el casament de la seva filla Madaluzza, amb el noble Lluc Dandolo. Diversos estudiosos s'han interessat en aquest palau i la recerca més exhaustiva és la de Giorgio Bellavitis i la investigació més exhaustiva és la de Giorgio Bellavitis . Sovint, en citar-lo, es confon amb una part de Ca' Molin amb la qual no té res a veure. La façana principal es troba al Rio de Barcaroli i es pot admirar des del Ponte della piscina di Frezzeria.